# Anbox
Anbox是一个自由及开放源代码的兼容层，旨在將Android上的移动应用程序和移动游戏移植到GNU/Linux发行版上运行。Anbox的初始版本於2017年4月11日正式發佈。  

## 外部連結
- Anbox（页面存档备份，存于）
- Port to Sailfish OS（页面存档备份，存于）